# Deheubarth uralkodóinak listája
Deheubarth uralkodóinak listája tartalmazza a középkori Wales délnyugati részén kb. 920 környékén kialakult királyság vagy fejedelemség uralkodóit. A királyság egészen addig létezett, amíg a normannok meghódították Walest, de a hasonló kis walesi államokkal vívott harcok miatt fennállása alatt csak időnként volt önálló állam. Rhys ap Gruffyd (1155–1197) halála után a királyságot fiai felosztották egymás közt, majd hamarosan Gwynedd vazallusai lettek. Gwynedd hercegeinek veresége és az angol hódítás után Deheubarth területét felosztották három grófságra: Cardiganshire, Carmarthenshire és Pembrokeshire.

## Deheubarth uralkodói
| Deheubarth királyai        |               | |
| Uralkodó                   | Hatalmon volt | Megjegyzések |
| Hywel Dda ap Cadell        | 920–950       | Gwynedd uralkodója is.                                                                                            |
| Owain ap Hywel             | 950–986       | Az országot három részre bontották, hogy bátyjai is uralkodhassanak.                                              |
| Maredudd ab Owain          | 986–999       | |
| Cynan ap Hywel             | 999–1005      | Gwynedd uralkodója is.                                                                                            |
| Edwin ab Einion            | 1005–1018     | Testvérével együtt uralkodott.                                                                                    |
| Cadell ab Einion           | 1005–1018     | Testvérével együtt uralkodott.                                                                                    |
| Llywelyn ap Seisyll        | 1018–1023     | Gwynedd királya is.                                                                                               |
| Rydderch ap Iestyn         | 1023–1033     | Gwent hercege is.                                                                                                 |
| Hywel ab Edwin             | 1033–1044     | |
| Gruffydd ap Rydderch       | 1045–1055     | Harcban legyőzte és megölte Hywel ab Edwint                                                                       |
| Gruffydd ap Llywelyn       | 1055–1063     | Gwynedd királya is.                                                                                               |
| Maredudd ab Owain ab Edwin | 1063–1072     | |
| Rhys ab Owain ab Edwin     | 1072–1078     | Maredudd testvére.                                                                                                |
| Rhys ap Thewdwr            | 1078–1093     | 1093-ban a normannok elfoglalták a királyságot.                                                                   |
| Normann uralom 1155-ig     |               | |
| Gruffyd ap Rhys            | 1116–1137     | Deheubarth egy részén uralkodhatott a normannok felügyelete mellett.                                              |
| Anarawd ap Gruffydd        | 1136–1143     | |
| Cadell ap Gruffydd         | 1143–1151     | |
| Maredudd ap Gruffydd       | 1151–1155     | |
| Rhys ap Gruffyd            | 1155–1197     | Gyakran nevezik Rhys Úrnak is, hiszen ő szabadította fel Deheubarthot a normann megszállás alól.                  |
| Gruffydd ap Rhys           | 1197–1201     | Testvérével együtt uralkodott.                                                                                    |
| Maelgwn ap Rhys            | 1199–1230     | Testvérével együtt uralkodott.                                                                                    |
| Rhys Gryg                  | 1216–1234     | Deheubarth Gwynedd része lett, amelyet 1282-ben az angolok foglaltak el. Így Rhys az utolsó deheubarthi uralkodó. |
| Gwynedd birtoka 1283-ig    |               | |

### Fordítás
Ez a szócikk részben vagy egészben  a    Deheubarth című angol Wikipédia-szócikk 481909284 ezen változatának fordításán alapul.  Az eredeti cikk szerkesztőit annak laptörténete sorolja fel. Ez a jelzés csupán a megfogalmazás eredetét és a szerzői jogokat jelzi, nem szolgál a cikkben szereplő információk forrásmegjelöléseként.